# Христианско-социальная партия (Австрия)
Христианско-социальная партия Австрии (CS) (нем. Christlichsoziale Partei) — австрийская правая политическая партия, существовавшая с 1893 до 1933 года, предшественница современной Народной партии.

## История

### Австро-Венгрия
Партия основана в 1893 Карлом Люгером. Она развилась из Христианского социального движения и Христианского социалистического клуба рабочих. Партия ориентировалась на буржуазию и клерикальных католиков, в партии было много священников, включая канцлера Игнаца Зейпеля. Это привлекло на сторону христиан-социалистов много голосов от консервативного сельского населения.
С 1907 до 1911 христиан-социалисты были сильнейшей партией в нижней палате Рейхсрата, но потом потеряли позиции относительно Социал-демократической рабочей партии. Во время Первой мировой войны партия поддерживала действующее правительство, но после падения монархии в 1918 году партия выступила за создание республики и присоединение Австрии к Германии.

### Первая республика
С 1918 до 1920 года партия сформировала коалицию с социал-демократами. Начиная с 1920 года все канцлеры Австрии были членами Христианско-социальной партии, так же как и президенты с 1928 до 1938 года.

### Отечественный Фронт
В процессе установки режима так называемого австрофашизма, Канцлер от Христианско-социальной партии Энгельберт Дольфус реформировал партию в Отечественный фронт в 1933 году. После аншлюса Австрии к нацистской Германии, партия была запрещена в марте 1938 года и она прекратила своё существование. После Второй мировой войны партия не была восстановлена. Большинство её сторонников и политических деятелей имели мнение, что её название также связано с австрофашизмом, и была основана Австрийская народная партия, которую можно считать наследницей христиан-социалистов.

## Организационная структура
ХСП состояла из земельных организаций (landesparteiorganisation), земельные организации из окружных организаций (bezirksparteiorganisation), окружные организации из местных организаций (ortsparteiorganisation).
Высший орган - федеральный съезд (bundesparteitag) (до 1920 г. - имперский съезд (reichsparteitag)), между федеральными съездами - федеральный совет (bundesparteirat) (до 1920 г. - имперский совет (reichsparteirat)), между федеральными советами - федеральное руководство (bundesparteileitung) (до 1920 г. - имперское руководство (reichsparteileitung)), высшее должностное лицо - федеральный председатель (bundesparteiobmann) (до 1920 г. - имперский председатель (reichsparteiobmann)).
Земельные организации
Земельные организации ХСП соответствовали землям (до 1920 г. - коронным землям).
Высший орган земельной организации - земельный съезд (landesparteitag), между земельными съездами - земельное руководство (laqndesparteileitung), высшее должностное лицо - земельный председатель (landesparteiobmann).
Окружные организации
Окружные организации ХСП соответствовали статуарным городам, округам и городским округам Вены.
Высший орган окружной организации - окружной съезд (bezirksparteitag), между окружными съездами - окружное руководство (bezirksparteileitung), высшее должностное лицо окружной организации - окружной председатель (bezirksparteiobmann).
Местные организации
Местные организации ХСП соответствовали городам, общинам, городским округам и частям Вены.
Высший органы местной организации - общее собрание (mitgliderversammlung), между общими собраниями - местное руководство (ortsparteileitung), высшее должностное лицо - местный председатель (ortsparteiobmann).

## Известные члены партии
- Вальтер Брайски
- Карл Буреш
- Рихард Вайскирхнер
- Карл Вогойн
- Энгельберт Дольфус
- Отто Эндер
- Виктор Кейнбек
- Карл Люгер
- Михаэль Майр
- Ганс Пернтер
- Рудольф Рамек
- Рихард Райш
- Рихард Шмитц
- Курт Шушниг
- Игнац Зейпель
- Фанни Штаремберг
- Шмиц, Рихард
- Эрнст Штреерувиц
- Йохан Шобер
- Йозеф Штрауб
- Альфред Эбенгох